# I må selv bestemme hvad det ligner
|  | Denne artikel er oprettet af botten Steenthbot ud fra en ekstern database. Den kan derfor have sproglige fejl eller mangler. Denne skabelon kan fjernes efter kontrol af indholdet. |

I må selv bestemme hvad det ligner er en dansk dokumentarfilm fra 1977 instrueret af Ray Nusselein og Biba Schwoon efter deres manuskript.

## Handling
Teater skal ikke forvirre deres hverdag, men forklare den, lyder en kommentar i filmen om teater og børn. Med baggrund i det sidste tiårs mange opsøgende teatergrupper og deres arbejde, som oftest foregår under svære økonomiske betingelser, skildres børneteatret Paraplyteatret.

## Medvirkende
- Ray Nusselein
- Lene Theiss